# Mehmet Köprülü
Mehmet Köprülü (Berat, 1580 – Edirne, 31 ottobre 1661) è stato un militare ottomano di origine albanese, fu dal 1656 fino alla morte gran visir dell'Impero ottomano.
Egli fu il capostipite della nobile famiglia dei Köprülü.

## La carriera fino al primo ritiro
Da giovane fu soggetto al sistema di arruolamento forzato turco ed educato a corte. Dapprima cuoco nel Serraglio, divenne successivamente capo delle scuderie del gran visir Kara Mustafa e dopo la sua partecipazione a numerose campagne militari assunse la carica di governatore dell'eyalet di Trebisonda nel 1644, di quello di Eğri nel 1647, di quello di Karaman nel 1648 e di quello di Anatolia nel 1650. Nel 1652 fu per brevissimo tempo visir nel divano imperiale ma lo lasciò prima di venirne estromesso a causa delle lotte ed intrighi di palazzo. Si ritirò così nella casa ereditata dal suocero a Köprü nel nord dell'Anatolia, chiamata successivamente Vezirköprü in suo onore.

## L'impero ottomano a metà del secolo XVII
La situazione dell'Impero ottomano nel 1656 era piuttosto critica. La guerra a Creta contro i veneziani era ancora in corso. La marina ottomana comandata da Kenan Pascià era stata sconfitta nel mese di maggio da quelle veneziana e maltese nella battaglia dei Dardanelli del 1656 e le navi veneziane continuavano a bloccare gli stretti intercettando le navi dirette a Creta da Istanbul. Un complotto, ordito per destituire il sultano Mehmet IV, condotto da potenti visir, fra i quali anche il Gran Muftì (Seyhulislam) Mesud Effendi, fu sventato ed i cospiratori uccisi od inviati in esilio. La madre del sultano Turhan Hadice, dopo consultazioni volte a trovare un candidato valido per la carica di gran visir, si decise per Koprulu Mehmet Pascià. Questi pose come condizione per accettare l'investitura quella di essere dotato di poteri straordinari politici e militari e di non essere sottoposto ad interferenze nella condotta delle sue operazioni nemmeno dal sultano: le condizioni furono accettate ed il 15 settembre 1656 il sultano Mehmet IV lo nominò gran visir dotandolo di pieni poteri. Con questa nomina terminò una fase di instabilità dell'impero ottomano durante la quale, dal 1648 al 1656, si erano succeduti ben tredici gran visir e l'incessante conflitto per il potere fra i militari e la corte del sultano si era così attenuato.

## Da gran visir fino alla morte
Come gran visir Mehmet Köprülü Pascià ebbe molto successo. Per evitare le interferenze politiche, egli convinse il sultano a trasferirsi nella vecchia capitale Edirne ed a dedicarsi alla sua attività preferita, la caccia, viaggiando per i Balcani. L'anno successivo Mehmet Köprülü Pascià represse nel sangue, con l'aiuto dei Giannizzeri, la rivolta degli Spahi in Istanbul. Egli approvò inoltre l'esecuzione capitale del Patriarca Greco-ortodosso di Costantinopoli, del quale erano stati provati rapporti di tradimento con nemici dell'Impero ottomano.
Condusse poi una spedizione navale contro i veneziani che bloccavano gli stretti, sconfiggendo la loro flotta nella battaglia dei Dardanelli del 1657 il 16 luglio di quell'anno. Ciò permise agli ottomani di riguadagnare alcune isole dell'Egeo, fra le quali Tenedo e Lemno (15 novembre) e di aprire le rotte per i rifornimenti all'esercito ottomano che stava ancora conducendo l'assedio a Creta.
Nel periodo 1658–1660 combatté con successo il vassallo sleale, il principe di Transilvania Giorgio II Rákóczi, che fece deporre annettendo anche Yanova (Jenö) il 1º agosto 1660 e Várad (Ungheria) il 27 agosto. Egli soffocò inoltre molte rivolte all'interno dell'impero ottomano, quali, ad esempio, quella del governatore di Aleppo Abaza Hasan Pascià nel 1659.
Mehmet Köprülü diede inoltre avvio, nel 1656, ad importanti riforme: ridusse fortemente lo strapotere dei Giannizzeri e anche quello degli harem, che in politica avevano sempre più voce in capitolo; combatté la corruzione, prese misure di contenimento delle spese e si preoccupò che le truppe ricevessero regolarmente il loro stipendio. Tuttavia tali provvedimenti non si consolidarono a sufficienza ed erano troppo legati alla sua personalità per poter migliorare le strutture politico-sociali dello stato in forma stabile.
Quando Mehmet morì e suo figlio Fazıl Ahmed Köprülü gli successe come gran visir, l'impero ottomano aveva riacquisito la sua precedente potenza.

## Famiglia
Sposò Ayşe Hatun, figlia di Yusuf Ağa, notabile di Kayacık. Ebbero diversi figli, fra cui:
- Köprülüzade Fazıl Ahmed Pasha (1635 - 1676), Gran Visir;
- Köprülüzade Fazıl Mustafa Pasha (1637 - 1691), Gran Visir. Fu padre di Köprülüzade Numan Pasha (1670 - 1719) e di Köprülüzade Abdüllah Pasha;
- Una figlia che sposò Abaza Siyavush Pasha;
- Una figlia che sposò Kara Mustafa Pasha. Gli diede due o più figli che morirono giovani, e probabilmente delle figlie. Secondo alcuni, morì lei stessa poco dopo, all'età di 31 anni, secondo altre il marito la ripudiò e la sposò a un suo sottoposto, un disertore francese in fuga.